# Кимбал (Јужна Дакота)
Кимбал (енгл. Kimball) град је у америчкој савезној држави Јужна Дакота.

## Демографија
По попису из 2010. године број становника је 703, што је 42 (-5,6%) становника мање него 2000. године.
| Група             | 2000.       | 2010.       |
| Белци             | 740 (99,3%) | 663 (94,3%) |
| Афроамериканци    | 0 (0,0%)    | 2 (0,3%)    |
| Азијати           | 0 (0,0%)    | 2 (0,3%)    |
| Хиспаноамериканци | 0 (0,0%)    | 8 (1,1%)    |
| Укупно            | 745         | 703         |